# Austrachipteria pulla
Austrachipteria pulla är en kvalsterart som beskrevs av Aoki och Honda 1985. Austrachipteria pulla ingår i släktet Austrachipteria och familjen Austrachipteriidae. Inga underarter finns listade.